# Ощепков, Павел Кондратьевич
Па́вел Кондра́тьевич Още́пков (11 [24] июня 1908, Зуевы Ключи, Вятская губерния — 1 декабря 1992, Москва) — советский учёный, заслуженный деятель науки и техники РСФСР, профессор, доктор технических наук. Основатель отечественной радиолокации и интроскопии. Создатель аппаратуры для обнаружения самолётов с помощью электромагнитного луча. Выдвинул противоречащую второму началу термодинамики гипотезу энергоинверсии.

## Биография
Родился в 1908 году в деревне Зуевы Ключи Сарапульского уезда Вятской губернии (ныне — Каракулинский район Удмуртии). В 10 лет он остался сиротой, но сумел окончить экстерном школу, техникум в Перми.
В 1928 году поступил в Институт народного хозяйства им. Г. В. Плеханова на электротехнический факультет и в 1931 году окончил Московский энергетический институт, созданный на базе этого факультета.
В 1932 году Ощепков был призван в ряды Красной Армии и попадает в полк зенитной артиллерии в Пскове, откуда его перевели в управление ПВО РККА. В статье «Современные проблемы развития техники противовоздушной обороны», опубликованной в № 2 журнала «Противовоздушная оборона» за 1934 год, Ощепковым были сформулированы основные принципы радиолокации. По инициативе зам. наркома обороны М. Тухачевского 16 января 1934 года Ощепков, на заседании Академии наук представил свою схему посылки электромагнитного луча на объект и получения луча, отраженного от объекта. В Ленинградском электрофизическом институте была создана группа под руководством Ощепкова и уже в начале июля 1934 года были проведены успешные опыты по радиолокации на аппаратуре с длиной волны 5 м. Академик А. Ф. Иоффе, ознакомившись с личностью Ощепкова, получил у зам. наркома обороны СССР М. Н. Тухачевского разрешение на обучение Ощепкова математике и физике на инженерно-физическом факультете ЛИИ (так тогда назывался Ленинградский политехнический институт). С сентября 1934 года Ощепков студент 3-го курса этого факультета, окончил обучение 31.03.1936 года. В 1934 году на Ленинградском радиозаводе были выпущены опытные образцы РЛС «Вега» и «Конус» для системы радиообнаружения самолётов «Электровизор». В 1938 году в ЛФТИ появились[прояснить] серийные РЛС «РУС-1» и «РУС-2». Эти установки сыграли большую роль в противовоздушной обороне крупных городов во время ВОВ.
8 июля 1937 года арестован в связи с «делом Тухачевского» по обвинению во вредительстве, контрреволюционной агитации и участии в контрреволюционной организации (ст. 58 п. 7, п. 10 и п. 11 УК РСФСР). Постановлением Особого совещания при НКВД СССР от 5 ноября 1937 г. он был приговорен к 5 годам заключения. Был направлен в УхтПечЛаг, где был задействован на общих работах (погрузка угля на суда и т. п.)
По ходатайству наркома обороны постановлением Особого совещания при НКВД СССР от 17 декабря 1939 г. Ощепков был освобожден. Однако к работам по радиолокации он не приступил, а в составе НИИ связи и особой техники занялся проблемой создания приборов ночного видения. Но 1 июля 1941 г. был вновь арестован, вывезен в Саратов и Особым совещанием «за принадлежность к антисоветской организации» снова был приговорен к 5 годам заключения. В Саратовской тюрьме он содержался в одной камере с Н. Вавиловым. Вскоре к Сталину поступило письмо от А. Иоффе, Г. Жукова, В. Молотова и К. Ворошилова с просьбой использовать Ощепкова в интересах работ для армии. Сталин на их письме написал: «Согласен» и Ощепкова перевели в «шарашку» НКВД в Свердловск. Он был освобожден по отбытии срока в 1946 г. и до февраля 1947 г. работал старшим инженером отдела спецтехники МВД, затем МГБ СССР. Далее он заведовал лабораторией, возглавлял отдел в НИИ Академии артиллерийских наук.
С июля 1954 г. стал руководителем электрофизической лаборатории Института металлургии АН СССР. В 1953—1959 годах в лаборатории П. К. Ощепкова были разработаны электронно-акустические преобразователи для визуализации звуковых изображений, электронно-оптические преобразователи для инфракрасных интроскопов и микроскопов. Конвертеры «Уникон-55» и «Уникон-60» позволили визуализировать невидимое проникающее излучение.
С 1964 по 1968 год возглавлял Научно-исследовательский институт интроскопии. Сейчас ЗАО НИИН МНПО «Спектр» — крупнейший в мире по номенклатуре средств неразрушающего контроля.
В 1967 году создал Общественный институт по проблеме энергетической инверсии (ЭНИН) для решения проблемы непосредственного использования тепловой энергии окружающей среды.
Был реабилитирован лишь заключением Прокуратуры СССР от 5 октября 1989 г., а также заключением Главной военной прокуратуры от 13 ноября 1992 г.
Автор около 30 изобретений в области радиолокации, светоэлектроники, интроскопии, опубликовал свыше 60 научных трудов.
Умер 1 декабря 1992 года, похоронен в Москве на Кунцевском кладбище.

## Память
На надгробии высечены слова: «Отцу радиолокации, интроскопии, энергоинверсии».
О судьбе П. К. Ощепкова удмуртским писателем С. А. Самсоновым написана повесть «Гурезез ӝужыт, ошмесэз кезьыт» (в русском переводе — «Судьба-мачеха»).

## Награды
- Орден Ленина (14.01.1985)
- Орден Октябрьской Революции (03.07.1978)
- Орден Трудового Красного Знамени